# Cö shu Nie
Cö shu Nie（コシュニエ）は、日本の2人組ロックバンドである。2011年2月に大阪で結成して3月からライブ活動を開始する。2018年6月6日にシングル「asphyxia」でソニー・ミュージックアソシエイテッドレコーズからメジャーデビューする。

## メンバー
- 中村 未来 - ボーカル・ギター・キーボード・マニピュレーター
9月13日生まれ。兵庫県姫路市出身。愛称は「監督」。バンドの全楽曲の作曲及び「defection」以外の全ての作詞を担当。
楽曲は中村がDTMでほぼ完成状態までもっていったものをメンバーに渡し、アレンジを加えて完成させていく。
ライブでは楽曲によってギターヴォーカル・キーボードボーカル・ヴォーカルのみと担当楽器を持ち替える。
16歳からギターによる曲作りを行い、後にバンドメンバーの脱退をきっかけにDTMによる打ち込みを覚える[4]。
影響を受けた音楽としてディズニー音楽・Björk・Flyng Lotus・ロバート・グラスパーを挙げている。
「micoon」名義でソロ活動を行っており、2017年にEP「FORK」をリリースしているほか、「ジラフポット」のボーカル中野大輔との2ピースユニット「seeSea」としてミニアルバム「rain call」をリリースしている。
- 松本 駿介 - ベース
2月23日生まれ。兵庫県姫路市出身。中村とは専門学校の同級生だったが、Co shu Nie結成以前はほとんど面識はなかった。結成当初はサポートメンバーだったが、のちに正式に加入。愛称は「しゅんす」。影響を受けたアーティストとしてRancid・L'Arc〜en〜Cielを挙げている。「asphyxia」や「bullet」などの楽曲では、曲中でスラップ・指弾き・ピック弾きの異なる奏法を使い分ける。
使用楽器
  - Sadowsky / Metroline MV5

使用エフェクター[5]
  - Fender / Blender
  - ORIGIN EFFECTS / Cali76 TX
  - EVA電子 / SSPH-HG2
  - Peterson / Stomp Classic
  - Strymon / OB.1
  - Fulltone / OCD v2
  - EVA電子 / SMX-1
  - EVA電子 / GERMASOUND OVERDRIVE
  - Microtubes / B7K Ultra
  - electro-harmonix / KEY9
  - EVENTIDE / H9 Max
  - Strymon / BRIGADIER

### 旧メンバー
- 森澤 元 - ギター
初代ギター。2011年11月5日まで在籍、2013年に再び加入し2015年に脱退。
- 山﨑 浩二朗 - ドラムス
初代ドラムス。
- 井ノ口 透 - ドラムス
二代目ドラムス。2012年2月からのサポートを経て2012年8月に正式加入[6]。2013年4月29日まで在籍[7]。
- 藤田 亮介 - ドラムス
三代目ドラムス。
1月5日生まれ、大阪府出身、大阪芸術大学を卒業して音楽の教員免許を修得している。
愛称は「F」。2015年からサポートメンバーだったが2018年1月に正式なメンバーとして加入。影響を受けたアーティストとしてRUSHのニール・パートを挙げている。
2021年4月14日、TAMA Drumsのエンドーサーになる[8]。
同年6月1日、2020年からの体調不良が原因で脱退[9][10]。

### サポートメンバー
- seekx[11] / 岸上 昇平[12] / 島田 孝之[13] / ピクミン[14][15] / 近藤 潤弥[16] - ドラムス
- 一色 隼[17] - ギター
インディーズ時代にライブに参加。
- ゆーまお - ドラムス
ヒトリエのドラマー。2021年7月27日、TBSの音楽番組『PLAYLIST』に出演した際に参加。
- 裕木レオン - ドラムス
2022年のツアー「Cö shu Nie Tour 2022 Flos Ex Machina」にサポートドラムとして参加[18]。
- 石村 亜万菜 - キーボード
- 田中 匠郎 - ドラムス
2022年11月7,10日の「A cöshutic Nie Vol.2」にサポートキーボード・ドラムとして参加。石村 亜万菜はインディーズ時代にもサポートとしてライブに参加していた。
- 和久井 紗良 - キーボード
- 工藤 誠也 - ドラムス
2023年4月9,23日の「A cöshutic Nie Vol.3」にサポートキーボード・ドラムとして参加。
- 大津 資盛 - ドラムス
2023年5月13日の「MiMiNOKOROCK FES JAPAN」よりサポートドラムとしてライブに参加。
- beja - キーボード・ギター
2023年9月1日の「Cö shu Nie Live Tour 2023-unbreakable summer-」よりサポートキーボード兼ギタリストとしてライブに参加。バンド「Khamai Leon」のメンバーとしても活動している。

## 来歴

### 結成 - 2015年
2011年2月、ボーカルの中村未来のソロプロジェクトとして結成。かつてギターを担当していた森澤元の紹介でサポートベースに松本駿介を迎え活動を始める。
同年、ロッキング・オン主催のオーディション「RO69jack2012」の最終選考に残る。
翌2012年5月にCOMIN' KOBEのオーディションを1位通過し、神戸ワールド記念ホールで演奏。
2013年、初の流通音源として、2ndミニアルバム『オルグ』を発売。会場限定盤としてリリースされていたミニアルバム『イドラ』と同時に全国リリース。
2015年、「出れんの!?サマソニ!?」オーディションで寺岡呼人賞を受賞し、サマーソニック2015に出演。 幾度かのメンバーチェンジを経て2015年秋からはボーカルの中村未来とベースの松本駿介の2人にサポートドラムを加えたスリーピース形態で活動。

### 2018年 -：メジャーデビュー
2018年1月、サポートドラムの藤田亮介が正式なメンバーとして加入、2月23日に漫画家・石田スイのTwitterにてTVアニメ『東京喰種トーキョーグール:re』の主題歌を担当すると発表され、6月6日に主題歌「asphyxia」でソニー・ミュージックエンタテインメント内のソニー・ミュージックアソシエイテッドレコーズよりメジャーデビュー。
2019年1月、アニメ『約束のネバーランド』のEDに「絶体絶命」と「Lamp」（1クール2曲、シングル「絶体絶命/Lamp」に収録）が起用された。10月、『PSYCHO‐PASS サイコパス 3』のEDに「bullet」が起用。12月には初のフルアルバム『PURE』が発売。
2020年1月公開の映画『シライサン』にて、初の映画主題歌を担当した。1月からはオフィシャルファンクラブ「communie」を開設。1月から3月にかけて全国ツアー「Cö shu Nie Tour 2020 “PURE”」を開催していたが、東京・大阪公演が新型コロナウィルスの影響で延期ののち、公演中止になる。12月19日には配信ライブ「A coshutic Nie Vol.1 in Billboard Live TOKYO」を開催。
2021年1月、アニメ『呪術廻戦』第2クールのEDに「give it back」が起用された。3月からは東名阪を巡る有観客でのツアー「Cö shu Nie Tour 2021“Elapsed Experiment”」を開催。
6月、ドラムスの藤田亮介が2020年からの体調不良が原因で脱退、再び2人体制での活動となる。
10月19日、2022年1月7日から放送されるアニメ『15周年 コードギアス 反逆のルルーシュ』EDに「SAKURA BURST」の起用が発表された。藍井エイルによるOP「PHOENIX PRAYER」の作詞・作曲・プロデュースを中村が、ベース演奏を松本が、編曲をCö shu Nieが担当した。
2022年3月、2ndフルアルバム『Flos Ex Machina』が発売。4月からアルバムリリースに伴う全国ツアー「Cö shu Nie Tour 2022 Flos Ex Machina」を開催。
2023年4 - 6月、"3ヶ月連続！インディーズ盤配信解禁"と称し、インディーズ時代にリリースした3枚のミニアルバム『イドラ』『オルグ』『パズル』を毎月1日に配信でリリース。
9月からはツアー「Cö shu Nie Live Tour 2023-unbreakable summer-」を開催。

## エピソード
- Cö shu Nieは造語で意味は無く、「自分たちが初めてその言葉の意味になる」という思いを込めている。中村によると響きや字面は洋菓子店のような名前をイメージし、öがウムラウト表記なのは顔のようで可愛いから[31]。
- 中村と松本は「野球でいう監督と選手」の関係で、中村はギターやキーボードを演奏するため「プレイングマネージャー」とも呼ばれている[32]。
- 楽器以外の物も音楽制作に積極的に利用しており、理想の音を追求するために、ホームセンターで配水パイプを購入したり、拾った枯葉を使うこともある[32]。他にも鍵を手に取る音や水の音などの環境音をサンプリングして楽曲に盛り込んでいる[33]。
- 2018年にメジャーデビューしたが、2020年末に上京している[32]。

## ディスコグラフィー

### シングル

#### 配信作品
太字は単曲での配信限定シングル、太字でないものはシングルやアルバム収録曲の先行配信。
| #                             | 発売日                        | タイトル                                                 | 規格                          | 初収録作品                     | 備考 |
| Sony Music Associated Records | Sony Music Associated Records | Sony Music Associated Records                            | Sony Music Associated Records | Sony Music Associated Records  | Sony Music Associated Records |
| ----------------------------- | ----------------------------- | -------------------------------------------------------- | ----------------------------- | ------------------------------ | --- |
| -                             | 2018年4月4日                  | asphyxia                                                 | デジタル・ダウンロード        | asphyxia                       | |
| -                             | 2018年5月16日                 | 最終列車                                                 | デジタル・ダウンロード        | asphyxia                       | |
| -                             | 2019年1月11日                 | 絶体絶命                                                 | デジタル・ダウンロード        | 絶体絶命/Lamp                  | |
| -                             | 2019年3月8日                  | Lamp                                                     | デジタル・ダウンロード        | 絶体絶命/Lamp                  | |
| -                             | 2019年4月24日                 | 絶体絶命 (micoon remix)                                  | デジタル・ダウンロード        | 未収録                         | 3rdシングル「絶体絶命/Lamp」収録楽曲の中村未来によるリミックス。                                                                                    |
| 1st                           | 2019年7月31日                 | サイコプール≒レゴプール                                  | デジタル・ダウンロード        | PURE                           | 「ペリカン号でどこまでも」収録楽曲の再録バージョン。                                                                                                |
| -                             | 2019年11月14日                | bullet (Slushii Remix)                                   | デジタル・ダウンロード        | 未収録                         | 4thシングル「bullet」収録楽曲のスラッシーによるリミックス。                                                                                         |
| -                             | 2019年12月4日                 | iB                                                       | デジタル・ダウンロード        | PURE                           | |
| 2nd                           | 2020年3月27日                 | red strand                                               | デジタル・ダウンロード        | Flos Ex Machina                | |
| -                             | 2020年4月29日                 | butterfly addiction                                      | デジタル・ダウンロード        | OVERKILL                       | |
| 3rd                           | 2020年7月8日                  | FLARE                                                    | デジタル・ダウンロード        | LITMUS                         | |
| -                             | 2020年7月24日                 | asphyxia - From THE FIRST TAKE                           | デジタル・ダウンロード        | 未収録                         | THE FIRST TAKEにて録音された。 |
| -                             | 2020年8月28日                 | FLARE (English version)                                  | デジタル・ダウンロード        | 未収録                         | 配信シングル「FLARE」の英詩バージョン。 |
| -                             | 2020年10月14日                | 水槽のフール                                             | デジタル・ダウンロード        | LITMUS                         | |
| -                             | 2021年1月22日                 | give it back                                             | デジタル・ダウンロード        | give it back                   | |
| -                             | 2021年2月12日                 | give it back (Slushii Remix)                             | デジタル・ダウンロード        | give it back (期間生産限定盤B) | 5thシングル「give it back」収録楽曲のスラッシーによるリミックス。YouTubeチャンネル「SACRA BEATS」でも公開。                                         |
| 4th                           | 2021年7月24日                 | undress me                                               | デジタル・ダウンロード        | Flos Ex Machina                | |
| -                             | 2021年11月16日                | 絶体絶命 - From THE FIRST TAKE                           | デジタル・ダウンロード        | 未収録                         | THE FIRST TAKEにて録音された。 |
| -                             | 2021年11月16日                | 黒い砂 - From THE FIRST TAKE                             | デジタル・ダウンロード        | 未収録                         | THE FIRST TAKEにて録音された。 |
| -                             | 2021年11月16日                | inertia - From THE FIRST TAKE                            | デジタル・ダウンロード        | 未収録                         | THE FIRST TAKEにて録音された。 |
| -                             | 2022年1月14日                 | SAKURA BURST                                             | デジタル・ダウンロード        | SAKURA BURST                   | |
| -                             | 2022年2月11日                 | SAKURA BURST (Naeleck Remix)                             | デジタル・ダウンロード        | 未収録                         | 「Cö shu Nie & Nealeck」名義での配信。6thシングル「SAKURA BURST」表題曲のNealeckによるリミックス。YouTubeチャンネル「Sakura Chill Beats」でも公開。 |
| -                             | 2022年3月9日                  | 病は花から                                               | デジタル・ダウンロード        | Flos Ex Machina                | |
| -                             | 2022年4月13日                 | asphyxia (Live at Sony Music AnimeSongs ONLINE 2022)     | デジタル・ダウンロード        | 未収録                         | 2022年1月8,9日に開催された「Sony Music AnimeSongs ONLINE 2022」のライブ音源。                                                                       |
| -                             | 2022年4月13日                 | give it back (Live at Sony Music AnimeSongs ONLINE 2022) | デジタル・ダウンロード        | 未収録                         | 2022年1月8,9日に開催された「Sony Music AnimeSongs ONLINE 2022」のライブ音源。                                                                       |
| -                             | 2022年8月12日                 | give it back (micoon remix)                              | デジタル・ダウンロード        | 未収録                         | 5thシングル「give it back」収録楽曲の中村未来によるリミックス。                                                                                     |
| 5th                           | 2022年9月28日                 | 夢をみせて                                               | デジタル・ダウンロード        | 未収録                         | |
| 6th                           | 2023年6月28日                 | no future                                                | デジタル・ダウンロード        | 7 Deadly Guilt                 | |
| 7th                           | 2023年10月18日                | Burn The Fire                                            | デジタル・ダウンロード        | 7 Deadly Guilt                 | |
| 8th                           | 2024年3月13日                 | Artificial Vampire                                       | デジタル・ダウンロード        | 7 Deadly Guilt                 | |
| -                             | 2025年4月5日                  | MAISIE                                                   | デジタル・ダウンロード        | MAISIE                         | Cö shu Nie feat. HYDE名義 |

### アルバム

#### フルアルバム
| #                             | 発売日                        | タイトル                      | 規格                          | 規格品番                               | オリコン                      | 備考                          |
| Sony Music Associated Records | Sony Music Associated Records | Sony Music Associated Records | Sony Music Associated Records | Sony Music Associated Records          | Sony Music Associated Records | Sony Music Associated Records |
| ----------------------------- | ----------------------------- | ----------------------------- | ----------------------------- | -------------------------------------- | ----------------------------- | ----------------------------- |
| 1st                           | 2019年12月11日                | PURE                          | CD+DVD                        | AICL-3788/9（初回生産限定盤）          | 29位                          |                               |
| 1st                           | 2019年12月11日                | PURE                          | CD                            | AICL-3790（通常盤）                    | 29位                          |                               |
| 2nd                           | 2022年3月16日                 | Flos Ex Machina               | CD                            | AICL-4188（初回生産限定盤）            |                               |                               |
| 2nd                           | 2022年3月16日                 | Flos Ex Machina               | CD                            | AICL-4189（通常盤）                    |                               |                               |
| 3rd                           | 2024年9月11日                 | 7 Deadly Guilt                | CD+Blu-ray                    | AICL-4610～AICL-4611（初回生産限定盤） |                               |                               |
| 3rd                           | 2024年9月11日                 | 7 Deadly Guilt                | CD                            | AICL-4612（通常盤）                    |                               |                               |

### 参加作品
| 発売日         | タイトル                                                                  | 規格品番   | 収録曲                                              | 備考                                                  |
| -------------- | ------------------------------------------------------------------------- | ---------- | --------------------------------------------------- | ----------------------------------------------------- |
| 2012年11月7日  | JACKMAN RECORDS COMPILATION ALBUM vol.6 RO69JACK 11/12                    | ROJR-0024  | 3.迷路                                              | 1stシングル「迷路」の「本編」にあたるパートのみ収録。 |
| 2018年12月12日 | TV ANIMATION 東京喰種:re Original Soundtrack                              | MJSA-1266  | DISC2-19.asphyxia (TV edit)                         |                                                       |
| 2019年3月27日  | 東京喰種トーキョーグール AUTHENTIC SOUND CHRONICLE Compiled by Sui Ishida | AICL-3680  | DISC1-5.asphyxia DISC1-13.asphyxia (Piano ver.)     |                                                       |
| 2019年3月27日  | 東京喰種トーキョーグール AUTHENTIC SOUND CHRONICLE Compiled by Sui Ishida | AICL-3682  | DISC2-6.butterfly addiction DISC2-8.家              | 「家」はリアレンジされて収録。                        |
| 2020年11月11日 | PSYCHO-PASS サイコパス 3 Original Soundtrack                              | SECL-2620  | Disc2-22.bullet TV size Disc2-24.red strand TV size |                                                       |
| 2021年2月21日  | 約束のネバーランド Season 1&2 Original Soundtrack                         | SVWC-70521 | Disc2-25.絶体絶命 ~TVsize~ Disc2-26.Lamp ~TVsize~   |                                                       |

### ゲスト参加 / 楽曲提供
| 発売日        | アーティスト | タイトル       | 収録作品       | 規格品番                       | 備考 |
| ------------- | ------------ | -------------- | -------------- | ------------------------------ | --- |
| 2022年2月16日 | 藍井エイル   | PHOENIX PRAYER | PHOENIX PRAYER | VVCL-1990/1（期間限定盤）      | 作詞・作曲・プロデュースを中村が、ベース演奏を松本が、編曲をCö shu Nieが担当した。『15周年 コードギアス 反逆のルルーシュ』第2クールオープニング・テーマ |
| 2022年2月16日 | 藍井エイル   | PHOENIX PRAYER | PHOENIX PRAYER | VVCL-1986-89（初回限定盤）     | 作詞・作曲・プロデュースを中村が、ベース演奏を松本が、編曲をCö shu Nieが担当した。『15周年 コードギアス 反逆のルルーシュ』第2クールオープニング・テーマ |
| 2022年2月16日 | 藍井エイル   | PHOENIX PRAYER | PHOENIX PRAYER | VVCL-1989（通常盤）            | 作詞・作曲・プロデュースを中村が、ベース演奏を松本が、編曲をCö shu Nieが担当した。『15周年 コードギアス 反逆のルルーシュ』第2クールオープニング・テーマ |
| 2023年1月11日 | 藍井エイル   | Campanula      | KALEIDOSCOPE   | VVCL-2130-33（完全生産限定盤） | 作詞・作曲・プロデュースを中村が、ベース演奏を松本が担当。                                                                                              |
| 2023年1月11日 | 藍井エイル   | Campanula      | KALEIDOSCOPE   | VVCL-2134/5（初回生産限定盤A） | 作詞・作曲・プロデュースを中村が、ベース演奏を松本が担当。                                                                                              |
| 2023年1月11日 | 藍井エイル   | Campanula      | KALEIDOSCOPE   | VVCL-2136/7（初回生産限定盤B） | 作詞・作曲・プロデュースを中村が、ベース演奏を松本が担当。                                                                                              |
| 2023年1月11日 | 藍井エイル   | Campanula      | KALEIDOSCOPE   | VVCL-2138（通常盤）            | 作詞・作曲・プロデュースを中村が、ベース演奏を松本が担当。                                                                                              |
| 2023年5月24日 | 楠木ともり   | BONE ASH       | PRESENCE       | VVCL-2253-56（完全生産限定盤） | 作詞・作曲・プロデュースを中村が、ベース演奏を松本が担当。                                                                                              |
| 2023年5月24日 | 楠木ともり   | BONE ASH       | PRESENCE       | VVCL-2257-59（初回生産限定盤） | 作詞・作曲・プロデュースを中村が、ベース演奏を松本が担当。                                                                                              |
| 2023年5月24日 | 楠木ともり   | BONE ASH       | PRESENCE       | VVCL-2260（通常盤）            | 作詞・作曲・プロデュースを中村が、ベース演奏を松本が担当。                                                                                              |

## ミュージックビデオ
| 作品                    | 監督                                   |
| ----------------------- | -------------------------------------- |
| 蓮沼の集会              | 不明                                   |
| ペリカン号でどこまでも  | 重光あさみ×オオギシトモヒロ（achabox） |
| サイコプール≒レゴプール | 不明                                   |
| 海へ                    | 不明                                   |
| supercell               | 重光あさみ×オオギシトモヒロ（achabox） |
| butterfly addiction     | emem                                   |
| asphyxia                | 斉藤洋平                               |
| defection               | Takahiro Ota                           |
| character               | Takuro Okubo                           |
| 絶体絶命                | Hidenobu Tanabe                        |
| Lamp                    | maxilla                                |
| bullet                  | maxilla                                |
| red strand              | cinema★star                            |
| FLARE                   | Takyuya Tada                           |
| ずっとそばに            | Yoshihito Kato                         |
| give it back            | Raita Kuramoto                         |
| undress me              | Hideto Hotta                           |
| SAKURA BUSRT            | Takuya Oyama                           |
| 迷路 ～本編～           | YUKARI (OBF TOKYO)                     |
| 夢を見せて              | YUKARI (OBF TOKYO)                     |

## タイアップ
| 起用年 | タイトル               | タイアップ                                                                                       |
| ------ | ---------------------- | ------------------------------------------------------------------------------------------------ |
| 2018年 | asphyxia               | TOKYO MXほかアニメ『東京喰種トーキョーグール:re』オープニングテーマ                              |
| 2019年 | 絶体絶命               | フジテレビ系アニメ"ノイタミナ"『約束のネバーランド』エンディングテーマ（第1話 - 第8話）          |
| 2019年 | Lamp                   | フジテレビ系アニメ"ノイタミナ"『約束のネバーランド』エンディングテーマ（第9話 - 第11話）         |
| 2019年 | bullet                 | フジテレビ系アニメ"ノイタミナ"『PSYCHO-PASS サイコパス 3』エンディングテーマ                     |
| 2020年 | inertia                | 松竹配給映画『シライサン』主題歌                                                                 |
| 2020年 | red strand             | 東宝配給アニメ映画『PSYCHO-PASS サイコパス 3 FIRST INSPECTOR』エンディングテーマ                 |
| 2021年 | give it back           | 毎日放送・TBS系"スーパーアニメイズム"『呪術廻戦』第2クールエンディングテーマ                     |
| 2021年 | miracle                | WOWOW『連続ドラマＷ インフルエンス』主題歌                                                       |
| 2021年 | undress me             | テレビ東京系"サタドラ"『女の戦争〜バチェラー殺人事件〜』主題歌                                   |
| 2022年 | SAKURA BURST           | 毎日放送・TBS系"アニメイズム"『15周年 コードギアス 反逆のルルーシュ』第2クールエンディングテーマ |
| 2022年 | 青春にして已む         | NHK総合"夜ドラ"『卒業タイムリミット』挿入歌                                                      |
| 2025年 | MAISIE                 | アニメ『黒執事 -緑の魔女編-』オープニングテーマ                                                  |
| 2025年 | Wonʼt Leave You Behind | ゲーム『BLEACH Brave Souls』10周年記念テーマソング                                               |

## 主なライブ

### ワンマンライブ・主催イベント
- 2012年9月2日 - Cö shu Nie 1stミニアルバム「イドラ」Release party【イドラドイ】
- 2014年1月31日 - オルグルオ -神戸編-
- 2014年4月6日 - オルグルオ -大阪編-
- 2014年11月9日 - Cö shu Nie 第1回単独公演 1部 / プール兄弟とスピカの宝石 ・2部 / 燃えるうさぎの行進
- 2015年2月20日 - Cö shu Nie presents "GIRL! GIRL! GIRL! GIRL!"
新宿Motion w/しなまゆ, あいくれ, 蟲ふるう夜に
- 2015年2月27日 - コシュニエカルチャーコレクション【ラブ篇】
- 2015年5月31日 - コシュニエカルチャーコレクション【流れ星篇】
- 2016年5月24日 - コシュニエカルチャーコレクション【東京パズル篇】
- 2016年6月7日 - コシュニエカルチャーコレクション【大阪パズル篇】
- 2017年1月16日 - コシュニエオーロラコレクション【蝶篇】in Osaka
- 2017年1月30日 - コシュニエオーロラコレクション【蝶篇】in Tokyo
- 2018年6月19日 -  Cö shu Nie Oneman Live “ asphyxia ”
- 2018年11月21日 - 11月27日 - Cö shu Nie Tour 2018 "Auroral flare"
- 2019年4月11日 - 4月25日 - Cö shu Nie Tour 2019 "Daring Transition"
- 2019年8月17日 - 8月24日 - Cö shu Nie Tour 2019 "Psychedelic Experiment"
- 2020年1月24日 - 3月6日 - Cö shu Nie Tour 2020 “PURE” –who are you?-
- 2020年12月19日 - A cöshutic Nie Vol.1 in Billboard Live TOKYO
- 2021年3月11日 - 3月15日 - Cö shu Nie Tour 2021“Elapsed Experiment”
- 2021年11月7-10日 - A cöshutic Nie Vol.2 in Billboard Live TOKYO
- 2021年12月7日 - communie Members Live "Purple Moon"
- 2022年4月1日-6月2日 - Cö shu Nie TOUR 2022 " Flos Ex Machina"
- 2022年9月8日 - Cö shu Nie "Flos Ex Machina 《re:bloom》"
- 2023年1月17日 - communie party -rabbit hole-

## 出演

### ラジオ
- MUSIClock with THE FIRST TIMES（2022年3月）- GUEST MUSIC BROAD CASTER（マンスリーコーナーDJ）水曜日[57]